# 이유석 (1992년)
이유석(1992년 6월 15일 ~ )은 대한민국의 전직 스타크래프트 II 프로게이머이다. TankboyPrime이라는 아이디를 사용하며, 종족은 테란이다. 
Prime 소속으로 활동하였다.
2011년 은퇴하였다.

## 주요성적
- 2010년 TG삼보-인텔 스타크래프트 II OPEN Season 1 32강
- 2010년 소니 에릭슨 스타크래프트 II OPEN Season 2 32강
- 2011년 소니 에릭슨 글로벌 스타크래프트 II 리그 January Code A 32강